# 太和巴士總站
太和巴士總站（英文：Tai Wo Bus Terminus）是香港一個有蓋巴士總站，位於太和邨，設於寶雅路太和廣場地面，連接太和站。

## 歷史
太和邨於1989年入伙，巴士總站也在同年6月1日啟用。
相對於大埔新市鎮的其他公共屋邨，太和邨很晚才入伙，也很晚才有巴士路線在太和邨設站。
現時九巴64K線（特别班次）、九巴71K線、九巴72線、九巴74A線和九巴273P線皆以太和為總站，以及有多條巴士線途經太和鐵路站和太和邨商場。

## 總站路線資料（巴士）

### 九龍巴士64K線(特別班次)
- 嘉道理農場 → 大埔（太和）

### 九龍巴士71K線
- 太和 ↔ 大埔墟站

1986年2月2日投入服務，初時來往富善邨和運頭街，後期由富善邨遷往太和邨，現時途經大埔墟、廣褔邨、富善邨、富亨邨、那打素醫院、大埔中心。

### 九龍巴士72線
- 太和 ↔ 長沙灣

1973年7月16日投入服務，當時由大埔墟開往大角咀碼頭，2000年7月9日總站遷往旺角（柏景灣），2002年7月6日再遷往長沙灣。途經大埔公路、源禾路、大埔道、深水埗。

### 九龍巴士72K線
- 富蝶總站 ↺ 太和

2024年2月28日投入服務，途經富亨邨、汀角路及大埔舊墟。

### 九龍巴士74A線
- 太和 ↔ 啟業

1982年10月18日投入服務，以大元邨為總站，1990年2月10日總站延長至太和。途經大埔公路、大涌橋路、獅子山隧道、龍翔道、九龍灣工業區、啟業邨。由2012年2月18日起總站搬遷至啟業。

### 九龍巴士74R線
- 大埔（太和） ↔ 北潭涌

2022年12月17日開辦，途經大網仔、企嶺下、樟木頭、馬鞍山市中心、廣福邨、大埔中心及太和廣場，本線只於假日提供服務。

### 九龍巴士271R線
- 香港體育館 → 大埔（太和）

### 九龍巴士271S線
- 紅磡站 → 大埔（太和）

於2017年12月11日投入服務，途經尖沙咀東、尖沙咀、佐敦、油麻地、旺角、獅子山隧道及大埔墟，只於深宵時段提供服務。

### 九龍巴士272E線
- 大埔（太和） ↔ 旺角（柏景灣）

### 九龍巴士272R線
- 佐敦（{{tsl|zh-yue|匯民道}}） → 大埔（太和）

### 九龍巴士273P線
- 大埔（太和） → 荃灣西站

1996年4月30日投入服務。為配合前九廣西鐵（現稱西鐵綫）通車，2003年10月26日起，總站遷往荃灣西站。現時途經大埔墟、城門隧道、和宜合道、青山公路（荃灣段）、大河道。

### 九龍巴士R94線
- 太和 ↔ 黃石碼頭

只於塔門聯鄉太平清醮期間提供服務，對上次服務為2020年4月23至28日。途經大埔、馬鞍山、泥涌、北潭涌前往黃石碼頭。

### 龍運巴士A47X、NA47線
A47X
- 大埔（太和） ↔ 機場（地面運輸中心）

於2016年8月20日投入服務，2017年1月27日以富亨為總站，2023年8月13日以此處為總站，途經富蝶邨、富亨邨、大埔中心、大埔墟站、廣福邨、吐露港公路、青沙公路、昂船洲大橋、青嶼幹線、一號客運大樓及港珠澳大橋香港口岸。
NA47
- 大埔（太和） ↔ 港珠澳大橋香港口岸（經機場客運大樓）

於2017年4月8日投入服務，2023年8月13日以此處為總站，途經富蝶邨、富亨邨、大埔中心、大埔墟站、廣福邨、白石角、香港科學園、青沙公路、昂船洲大橋、青嶼幹線、國泰城及一號客運大樓，只於深宵時段提供服務。

### 過海隧道巴士N307線
- 中環（港澳碼頭） → 太和 
太和 → 上環

於2003年1月1日開辦，只在元旦日、農曆年初一及聖誕節凌晨提供服務，2020年1月19日起提升為每天提供雙向服務，2024年10月29日由大埔中心巴士總站延伸至本站，途經大埔中心、大埔墟、廣福邨、吐露港公路、大老山隧道、東區海底隧道、北角、銅鑼灣、灣仔、金鐘、中環及上環。

## 途經路線資料（巴士）

### 九龍巴士63R線
- 大埔墟鐵路站 ↔ 林村許願樹

63R線的前身為64K線特別短途班次，本線提供大埔墟鐵路站、太和本線往來林村許願樹，於2012年1月23日（春節（農曆新年）的假期期間）正式投入服務。
- 往大埔墟鐵路站方向單向途經，往林村（許願樹）方向設於太和廣場巴士站。

### 九龍巴士64K線
- 大埔墟站 ↔ 元朗（西）

本線提供元朗、錦田往來林村及大埔墟的巴士服務，於1953年4月1日正式投入服務，1983年4月7日起配合九廣鐵路（今港鐵東鐵綫路段）電氣化服務即將貫通至大埔墟改稱64K，並延長至大埔墟站巴士總站。途經錦上路、林錦公路、嘉道理農場、太和邨。

### 九龍巴士64X線
- 洪水橋（洪元路） → 香港科學園

### 九龍巴士65K線
- 林錦公路（梧桐寨） → 大埔中心

本路線只在平日繁忙時間單向行駛，例假日不提供服務，途經林錦公路、大埔公路、太和。

### 九龍巴士65X線
- 天水圍（天恩邨） → 香港科學園

### 九龍巴士73線
- 粉嶺（華明） ↔ 大埔工業邨（平日日間時段）
- 粉嶺（華明） ↔ 大埔中心（平日晚間時段及公眾假期全日）

1973年7月16日投入服務，途經華明邨、聯和墟。

### 九龍巴士73A線
- 粉嶺（華明） ↔ 沙田（愉翠苑）

本線供上水、聯和墟、粉嶺南、太和、大埔墟往來大埔滘、中文大學、火炭、沙田第一城及愉翠苑。於1983年5月23日起投入服務。

### 九龍巴士73B線
- 全安路（那打素醫院） ↺ 上水站

2018年9月17日投入服務。

### 九龍巴士74C線
- 九龍坑 → 觀塘碼頭

2013年8月24日投入服務，取代70X線於大窩西支路沿線的服務，祗在平日早上提供單向服務。途經太和、富亨、新興花園、吐露港公路、大老山隧道、牛頭角、觀塘市中心。

### 九龍巴士74D線
- 九龍坑 ↔ 觀塘碼頭

2014年12月29日投入服務。

### 九龍巴士264R線
- 天水圍（天耀邨） ↔ 大埔墟站

2015年12月5日投入服務。

### 九龍巴士271P線
- 九龍坑 → 尖沙咀（廣東道）

2008年12月8日投入服務，以配合70號線停辦。途經太和、大埔墟、吐露港公路、獅子山隧道。

### 九龍巴士273C線
- 九龍坑 → 荃灣西站

提供大埔九龍坑、南華甫、泰亨、圍頭村、太和、大埔墟、運頭塘邨往梨木樹、葵涌及荃灣的晨早巴士服務，於2007年3月17日起投入服務，袛於平日早上開出06：55一班。

### 九龍巴士N73線
- 沙田市中心 ↔ 落馬洲

由九龍巴士營運的一條路線，提供落馬洲、上水及粉嶺南來往太和、大埔墟、源禾路及沙田市中心的通宵巴士服務。於2014年1月18日起投入服務。

### 九龍巴士T74線
- 林錦公路（梧桐寨） ↔ 觀塘碼頭

於2019年7月29日提供服務，途經林村、太和、大埔墟、運頭塘邨、大老山隧道、九龍灣商貿區及觀塘商貿區。只於繁忙時間服務。

### 過海隧道巴士307P、907B、907D線
- 大埔（{{tsl|zh-yue|汀太路|汀太路}}） ↔ 天后站

由九龍巴士和城巴聯營，於2008年5月13日投入服務，途經大老山隧道、東區海底隧道、西灣河、鰂魚涌、北角。
- 907B:{{tsl|zh-yue|廣福球場|廣福球場}} → 灣仔（會展）

由九龍巴士和城巴聯營，由307B線重新編號而成，於2020年1月20日投入服務，只限平日上午繁忙時間服務。
- 907D:大埔（{{tsl|zh-yue|汀太路|汀太路}}） ↔ 小西灣運動場

由九龍巴士和城巴聯營，於2024年10月28日投入服務，途經白石角、香港科學園、青沙公路、西區海底隧道、中環灣仔繞道、北角、鰂魚涌、西灣河、筲箕灣及柴灣。

### 過海隧道巴士R307線
- 大埔（汀太路） → 銅鑼灣（維園正門）

## 途經路線資料（專線小巴）

### 新界區專線小巴21K線
- 圍頭 ↺ 大埔墟

### 新界區專線小巴25A線
- 大埔墟（懷仁街） ↺ 南華莆

### 新界區專線小巴25B線
- 大埔墟（懷仁街） ↺ 九龍坑

### 新界區專線小巴25K線
- 大埔墟（懷仁街） ↺ 梧桐寨

## 站位設計
本站採用坑位設計，共設有8條單坑。

### 路線配置
「太和站」分站在太和總站後面；而「太和廣場」分站位於對面。
| 車坑分佈（以「太和廣場」分站一面入口最左邊起計） | 車坑分佈（以「太和廣場」分站一面入口最左邊起計） | 車坑分佈（以「太和廣場」分站一面入口最左邊起計）                                                                                                  | 車坑分佈（以「太和廣場」分站一面入口最左邊起計） |
| 編號                                             | 寬度                                             | 巴士路線（由前至後，分隔用「；」，同一位置用「、」）                                                                                              | 站柱編號                                         |
| ------------------------------------------------ | ------------------------------------------------ | --- | ------------------------------------------------ |
| 1                                                | 西面 （太和廣場）                                | 新界專線小巴21K線 | 不適用                                           |
| 1                                                | 西面 （太和廣場）                                | 73及73A（往華明）、73B（往上水）、74D（往九龍坑）、307P及907D（往汀太路）、N307（落客站）                                                         | PO17-W-0950-0                                    |
| 1                                                | 西面 （太和廣場）                                | 新界專線小巴25A線、新界專線小巴25B線、新界專線小巴25K線                                                                                           | 不適用                                           |
| 1                                                | 西面 （太和廣場）                                | 64K（往元朗西）、64P（往嘉道理農場）、N73（往落馬洲）、T74（往梧桐寨）、264R（往天耀邨）、907B（往灣仔）                                          | PO17-W-1000-0                                    |
| 2                                                | 東面 太和總站                                    | 74A、74R | TA12-T-1200-0                                    |
| 2                                                | 東面 太和總站                                    | 72、272E | TA12-T-1150-0                                    |
| 2                                                | 東面 太和總站                                    | 72K | TA12-T-1125-0                                    |
| 2                                                | 東面 太和總站                                    | 71K、271S（落客站） | TA12-T-1000-0                                    |
| 2                                                | 東面 太和總站                                    | A47X、NA47 | TA12-T-1300-2                                    |
| 2                                                | 東面 太和總站                                    | 273C、273P | TA12-T-1050-0                                    |
| 2                                                | 東面 （太和站）                                  | 64K及264R（大埔墟站）、65K（往大埔中心）、64X及65X（往科學園）、74C、74D及T74（往觀塘碼頭）                                                       | PO17-E-1100-0                                    |
| 2                                                | 東面 （太和站）                                  | 73（往大埔工業邨）、73A（往愉翠苑）、73B（往那打素醫院）、271P（往尖沙咀）、N73（往沙田市中心）、307P（往天后）、907D（往小西灣）、N307（往上環） | PO17-E-1000-0                                    |

## 外部連結
- 房屋委員會官方網站：太和邨（页面存档备份，存于）